# Ruta rosaliana

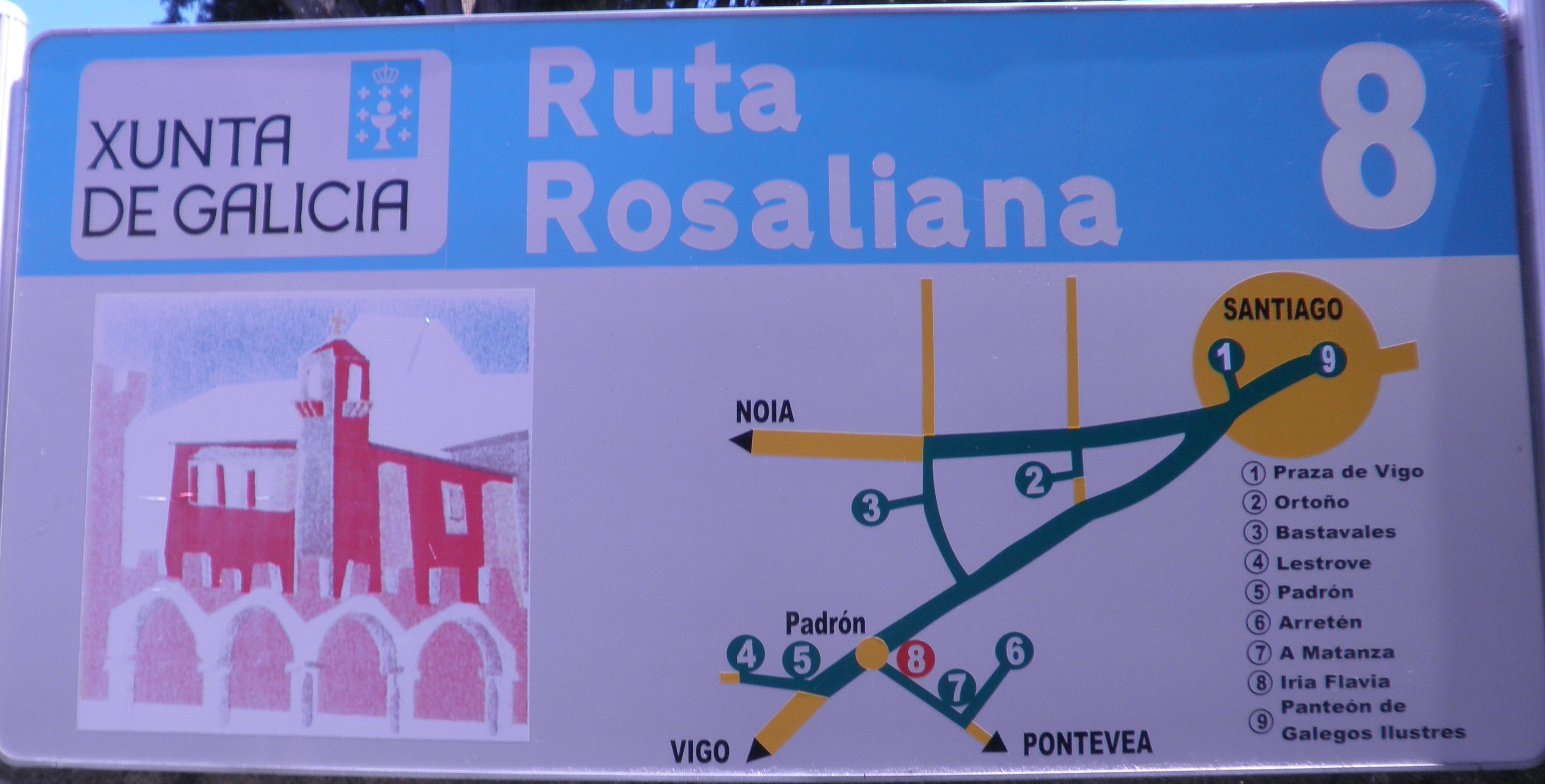
Letrero con el plano de la Ruta rosaliana en Iria Flavia.

La Ruta rosaliana es un recorrido que si hace los pones lugares más singulares en la vida de la poetisa Rosalía de Castro, todos ellos vinculados sentimentalmente con la escritora, manifestándose de forma patente en la obra poética de Rosalía.
Avelino Abuín de Tembra, escritor que elaboró alguna de las más destacadas antologías sobre la obra de Rosalía de Castro, fue quien ideó la creación de un itinerario y promovió el viaje por los lugares más singulares en la vida de la poetisa.

## Recorrido

### El Camino Nuevo en Compostela

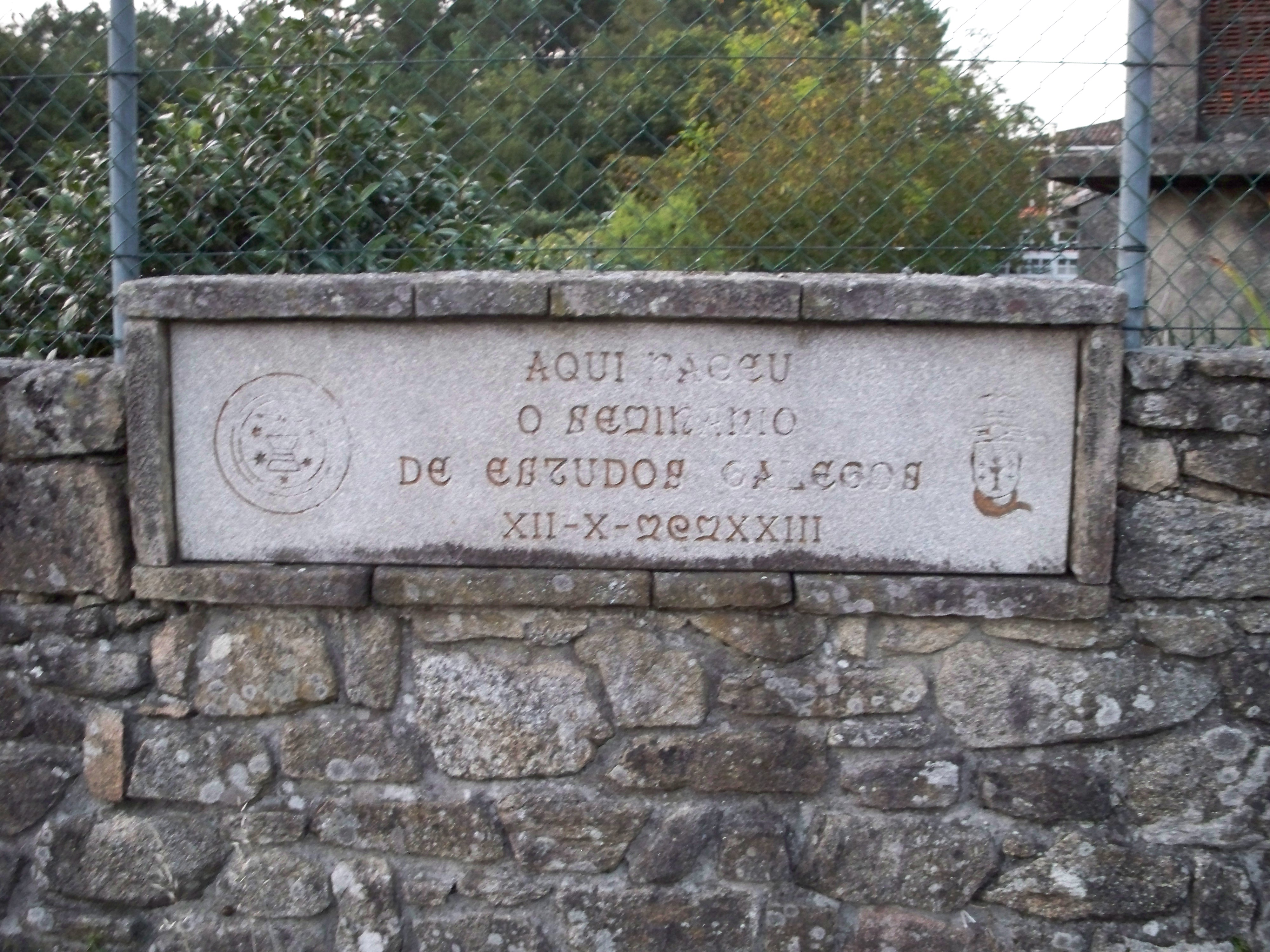
Ortoño; Aquí nació el Seminario de Estudios Gallegos * XII-X-MCMXXIII*

42°52′25″N 08°33′07″O / 42.87361, -8.55194
Comienza el itinerario en la plaza de Vigo en Compostela, al pie del monumento a Rosalía, que se le dedicó en 1982, en el lugar donde nació, en una casa hoy desaparecida, al lado del Camino Nuevo. Por detrás de la casa se extendían los campos de San Xosé, de Ramírez y de Cornes, hoy integrados en la zona urbana de Santiago.
Lectura relacionada: "En Cornes", de Follas novas.

### Ortoño
42°51′09″N 08°38′18″O / 42.85250, -8.63833
Pasó Rosalía su infancia en Ortoño, ayuntamiento de Ames, en el Castro de Ortoño, domicilio de la familia paterna. En este lugar se fundó en conmemoración de la figura de Rosalía el Seminario de Estudios Gallegos en 1923.
Lectura relacionada: "Acolá arriba", poema 12 (llevó el n.º 14 a partir de la 2ª edición) de Cantares gallegos.

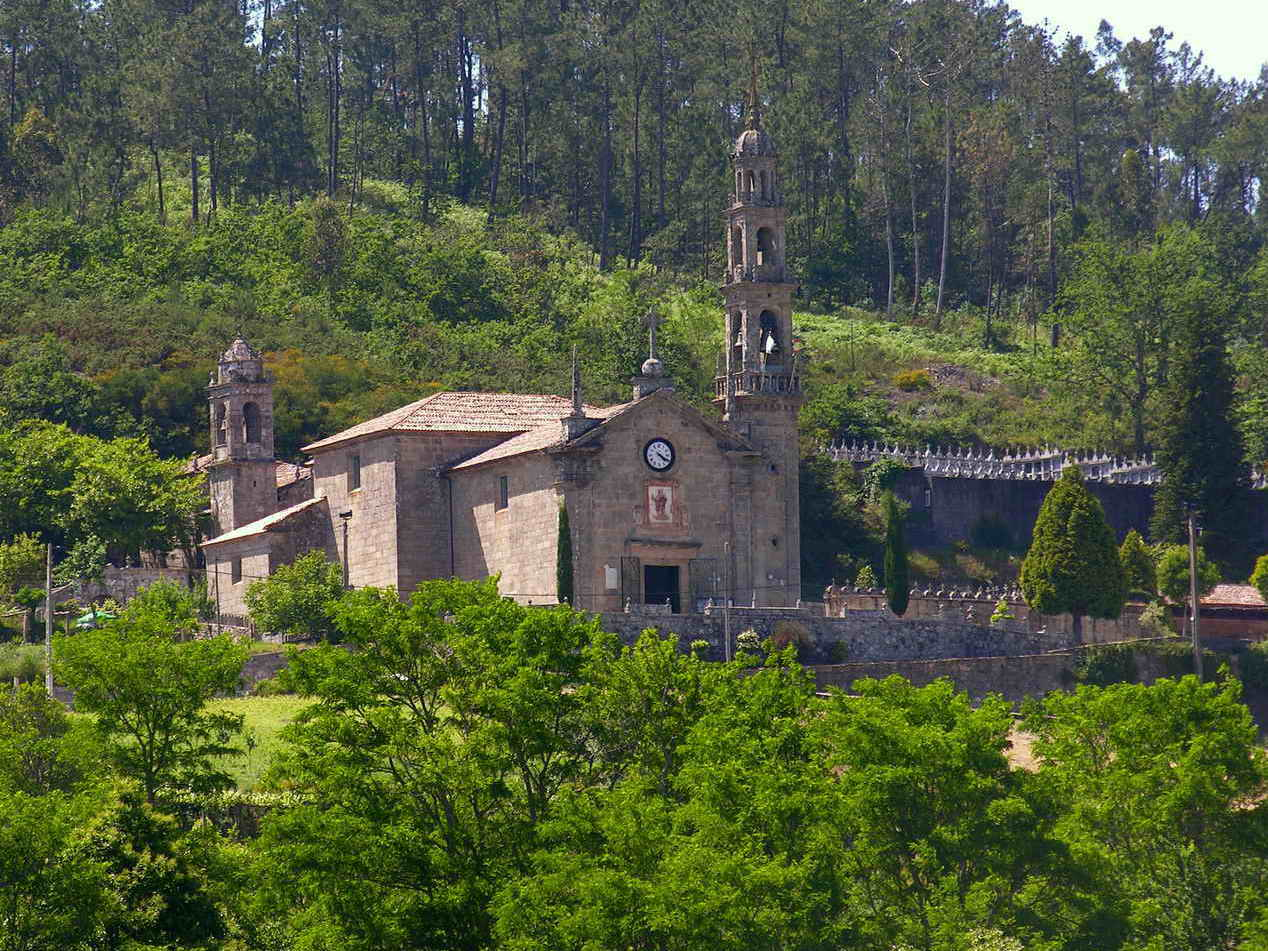
Iglesia de San Julián de Bastavales.

### Bastavales
42°49′27″N 08°40′13″O / 42.82417, -8.67028
San Julián de Bastavales en Brión es una importante feligresía del arzobispado compostelano. En la aldea de Soigrexa tuvo residencia esporádica Rosalía. Las campanas del templo de Bastavales son uno de sus elementos más singulares, instaladas en 1828. Rosalía podía escucharlas desde la casa del Castro de Ortoño.
Se comenzó a construir la iglesia en 1585 y se acabó en 1772. La nave está orientada cara el amanecer, acechando cara el monte Ruibal y el mítico Castro Lupario. Por Bastavales transcurre el río Sar, muy vinculado también a la poesía rosaliana.
Lectura relacionada: "Campanas de Bastabales", poema 9 de Cantar gallegos (n.º 11 en la 2ª edición).

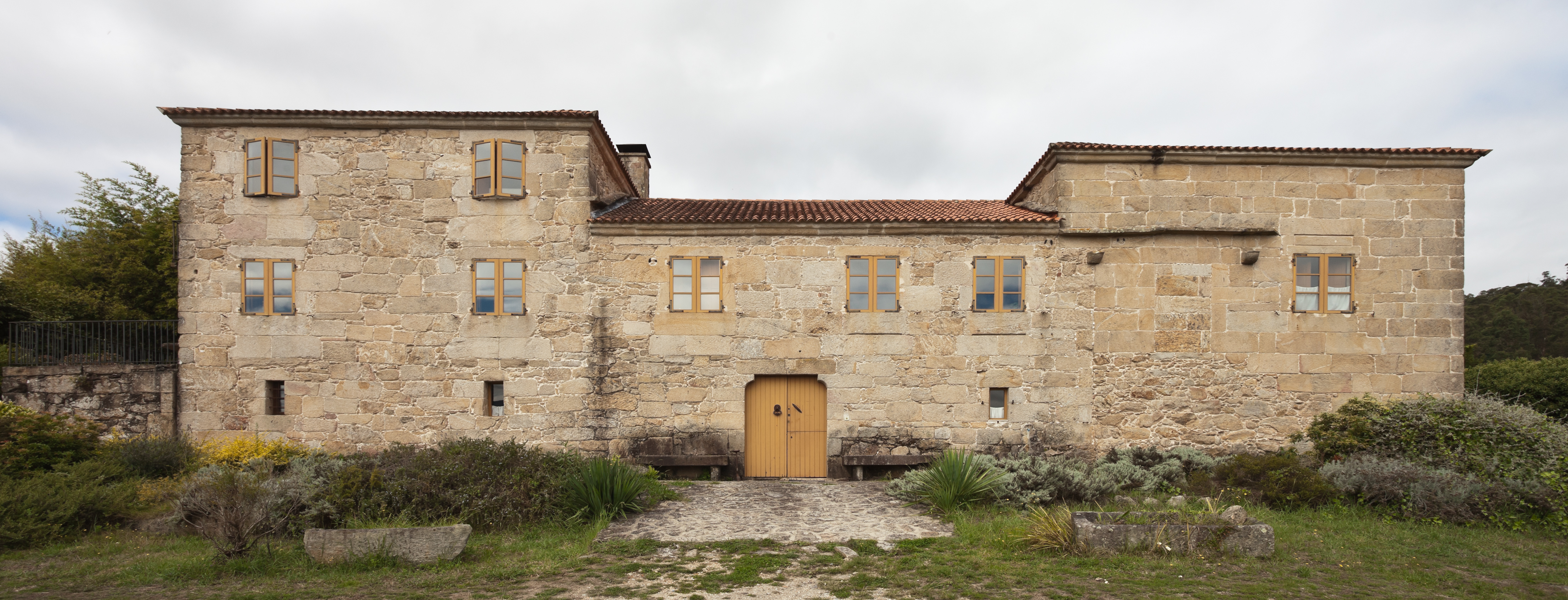
Torres de Lestrove o Pazo de Hermida.

### Pazo de Hermida
42°43′58″N 08°40′16″O / 42.73278, -8.67111
En el Pazo de Hermida, en Lestrove (Dodro), propiedad de parientes próximos, pasó Rosalía temporadas enteras e incluso escribió allí parte de su obra. En este lugar nacieron Ovidio y Gala, hijos de la escritora. El panorama que se contempla es el valle del Sar y del Ulla y la vega de Lestrobe.
Lectura relacionada: "Como chove mihudiño", poema 28 (n.º 32 en la 2ª edición) de Cantares gallegos.

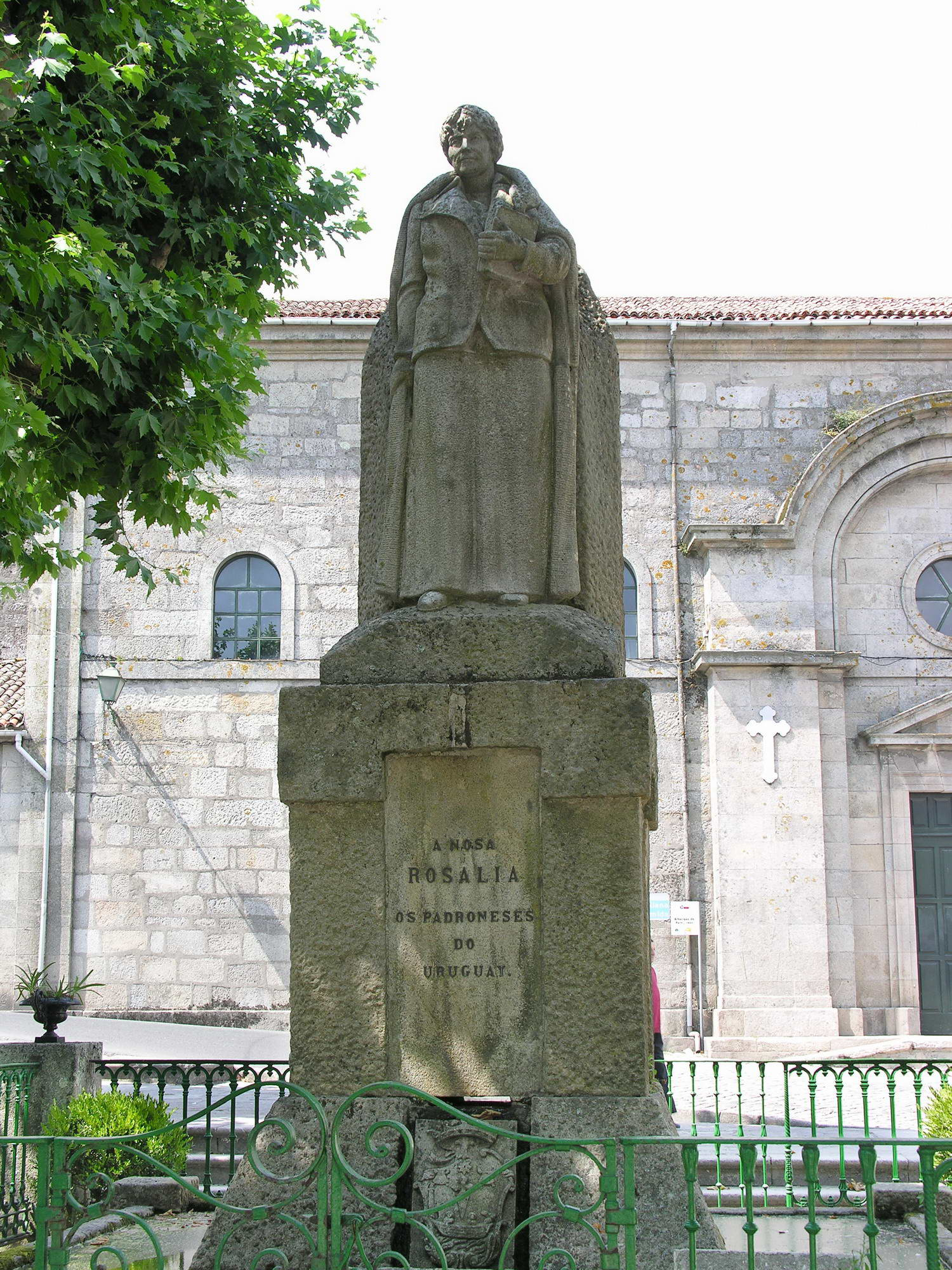
Estatua de Rosalía en el paseo del Espolón en Padrón.

### Padrón
42°44′20″N 08°39′41″O / 42.73889, -8.66139
La villa de Padrón está vinculada también con la poetisa gallega. En la villa padronesa podemos encontrar la casa donde Rosalía vivió, en la calle Juan Rodriguéz, caminar despacio por el Espolón, al lado del río Sar, o pasear por el jardín botánico de Padrón.
Lectura relacionada: "Extranxeira na súa patría", de Hojas nuevas.

### Pazo de Arretén

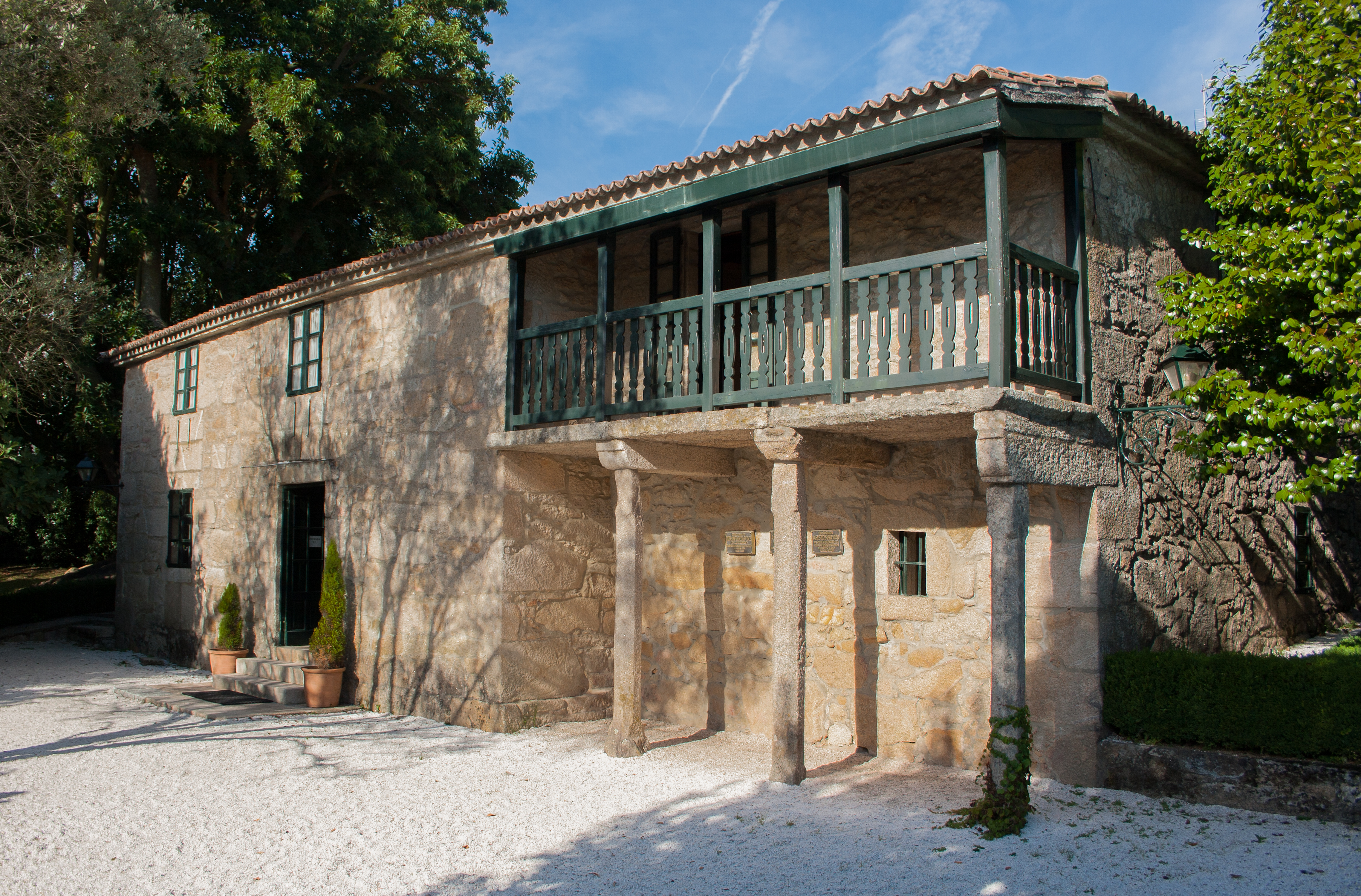
Casa Museo Rosalía de Castro.

42°44′45″N 08°38′47″O / 42.74583, -8.64639
En Arretén, el pazo de los ancestros maternos de Rosalía, conocido como la Casa Grande y así aparece en los versos de Rosalía. El pazo de Arretén está delicadamente restaurado.
Lectura relacionada: "Ô pazo d'A...", de Follas Novas.

### Casa da Matanza

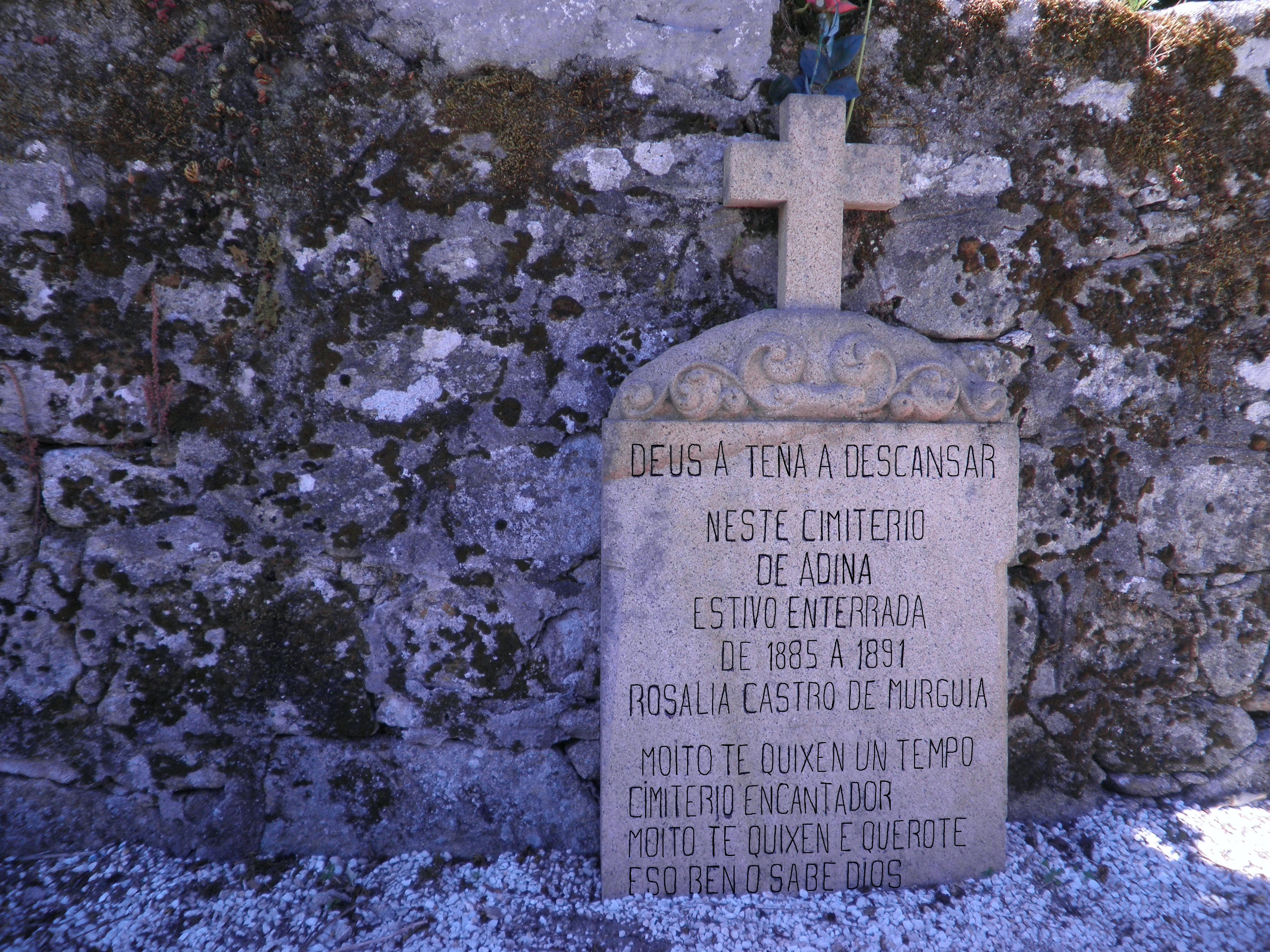
Lápida de Rosalía en Iria Flavia.

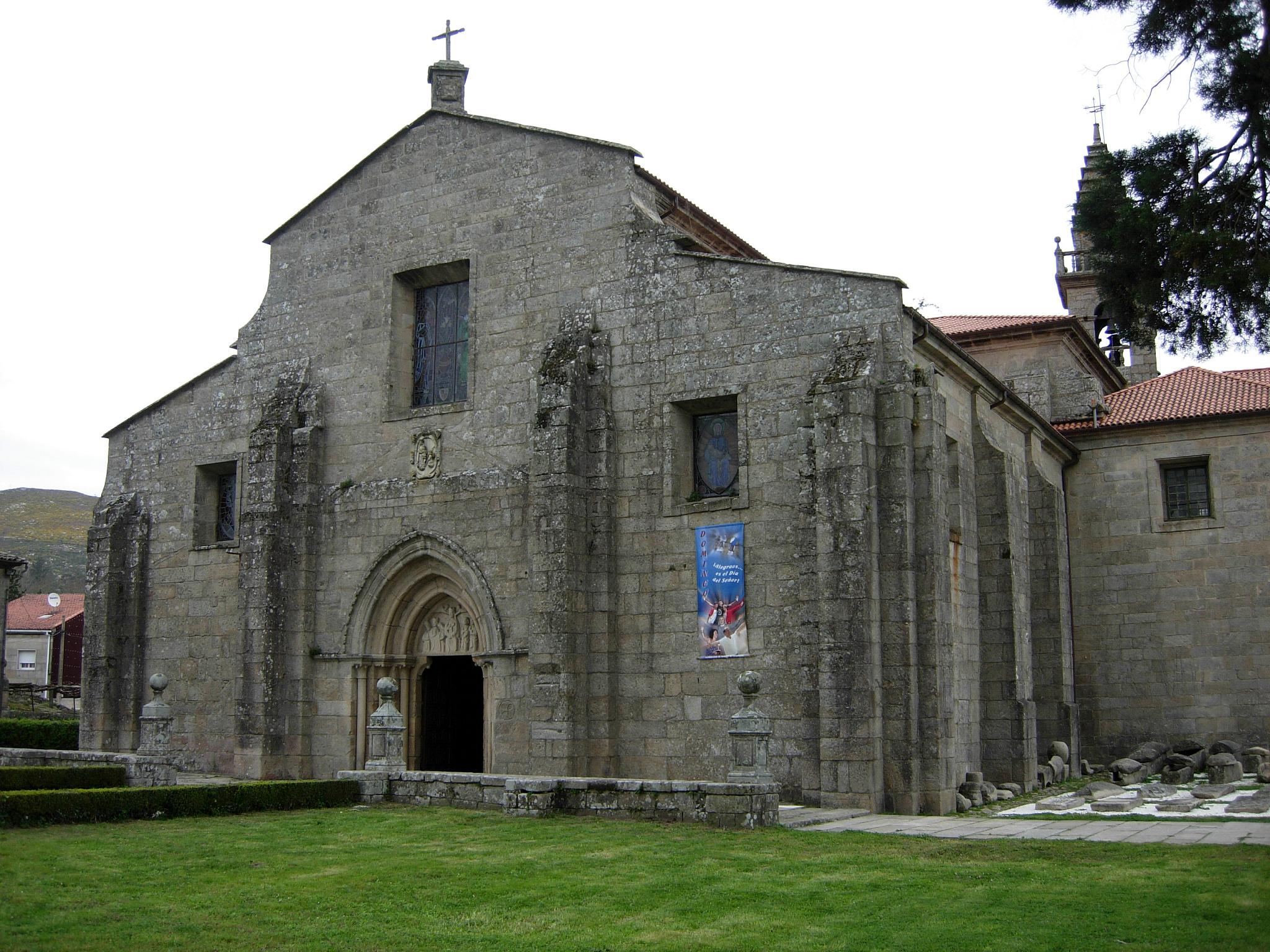
Colegiata de Iria Flavia.

42°44′18″N 8°39′07″O / 42.73833, -8.65194
La Casa Museo está en la aldea de la Matanza, regresando del pazo de Arretén. La visita al museo, junto con la huerta, representa uno de los puntos culminantes de la Ruta rosaliana.
La Casa da Matanza es la casa en la que Rosalía vivió los últimos años de su vida.
En este espacio se hace un recorrido por los acontecimientos que marcaron la vida y la obra de Rosalía. En la planta baja, denominada O perfil dunha sombra (El perfil de una sombra), el visitante puede apreciar la verdadera dimensión de esta emblemática figura de la cultura gallegal: su vida, su contorno y la relación del pueblo gallego con la figura de la escritora. En la primera planta, denominada O seu (Lo suyo), se propone una recreación de la casa rural de la época, entre labradora y fidalga.
Lectura relacionada: "Miña casiña, meu lar", de Follas Novas

### Iria Flavia

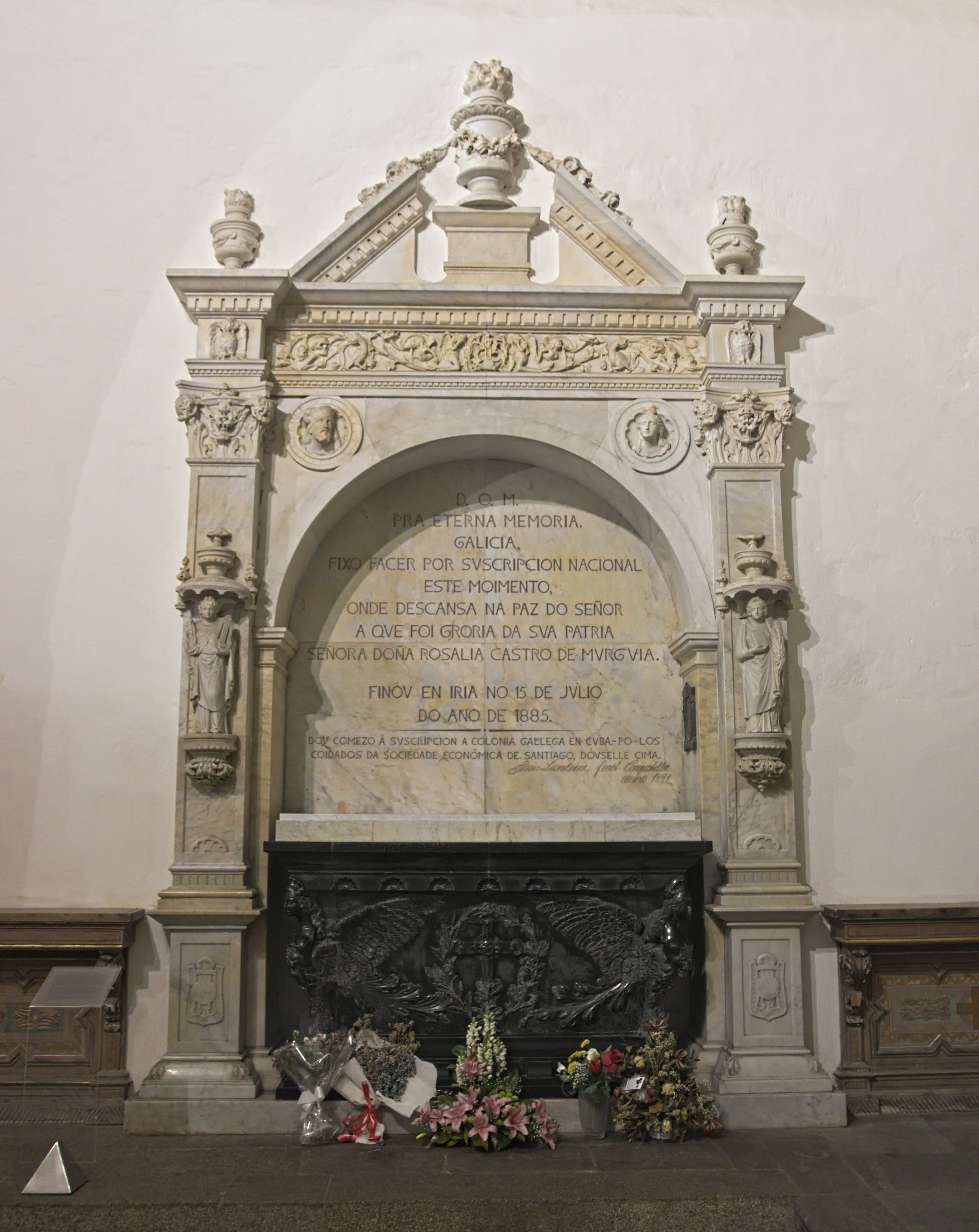
Mausoleo de Rosalía en Bonaval.

42°44′45″N 8°39′20″O / 42.74583, -8.65556
La iglesia de Iria Flavia está rodeada por un adro. Es el cementerio donde estuvo enterrada entre 1885 y 1891, la tumba está señalizada. Es el cementerio de Adina que canta Rosalía, una antigua necrópolis del siglo V.
Lectura relacionada: "¡Padron...! , de Follas Novas.

### El Panteón de Gallegos Ilustres
42°52′58″N 08°32′19″O / 42.88278, -8.53861
En Santo Domingos de Bonaval, de regreso a Santiago, concluye el viaje. En Bonaval está el Museo del Pueblo Gallego y el Panteón de Gallegos Ilustres. En este lugar sagrado y íntimo podemos contemplar el mausoleo de Rosalía.
Lectura relacionada: "!Adiós¡", de Hojas nuevas.